# Playoffs NBA 1995
Los Playoffs de la NBA de 1995 fueron el torneo final de la temporada 1994-95 de la NBA. El campeón fue Houston Rockets (Conferencia Oeste), consiguiendo así su segundo título consecutivo, al vencer al campeón de la Conferencia Este Orlando Magic por 4 a 0. Los Rockets pasaron a ser el cuarto equipo que conseguía ganar dos títulos consecutivos (después de Los Angeles Lakers en 1987 y 88; Detroit Pistons en 89 y 90; y Chicago Bulls en 91, 92 y 93).
El MVP de las Finales de la NBA fue Hakeem Olajuwon de los Houston Rockets.

## Resumen
Este equipo de Houston registro la clasificación más baja en temporada regular para un campeón en toda la historia de la liga (6.º lugar en el oeste). Houston con un balance de 47-35 en victorias-derrotas, y como sexto clasificado dio la sorpresa venciendo al tercer clasificado Utah Jazz (60-22), al segundo clasificado Phoenix Suns (59-23), y a los mejores clasificados de las conferencias, San Antonio Spurs (62-20) por parte del Oeste y Orlando Magic (57-25) por parte del Este en las finales de la NBA. En el caso de los Suns, los Rockets se enfrentaban a un 3-1 en su contra y sin la ventaja de campo. El pívot de los Rockets, Hakeem Olajuwon dominó al MVP de la liga regular David Robinson y a Shaquille O'Neal en las series para brindar a su equipo el campeonato.
Los playoffs de 1995 figuraron como los primeros en los que Orlando Magic, conseguía proclamarse como campeón de su conferencia venciendo a Boston Celtics, Chicago Bulls y a Indiana Pacers.
Además estos playoffs supusieron la vuelta de Michael Jordan después de un año ausente , y la primera y única vez en que los Bulls perderían un campeonato con él en la plantilla desde que comenzasen su racha ganadora de títulos en 1991. Después de este torneo los Bulls ganarían tres títulos más en 1996, 1997 y 1998.
Indiana Pacers consiguió llegar hasta las Finales de la Conferencia Este por segundo año consecutivo esta vez se encontraron con los Magic perdiendo en una reñida final de conferencia. Irónicamente, en este torneo los Pacers se enfrentaron con los mismos tres oponentes que el anterior año (Orlando, Atlanta and New York) pero en diferente orden.

## Clasificación Playoff

### Conferencia Este
En la conferencia Este sería Orlando Magic el equipo que ostenaría el mejor balance y debido a la derrota de Spurs en finales de conferencia, dispuso de la ventaja de campo durante todas las series.
A continuación se muestran la lista de los equipos clasificados en la conferencia Este:
1. Orlando Magic
2. Indiana Pacers
3. New York Knicks
4. Charlotte Hornets
5. Chicago Bulls
6. Cleveland Cavaliers
7. Atlanta Hawks
8. Boston Celtics

### Conferencia Oeste
San Antonio Spurs con un 62-20 fue el mejor equipo de la liga regular consiguiendo la ventaja de campo que utilizarían hasta ser derrotados ante Houston en las Finales de la Conferencia Oeste.
A continuación se muestran la lista de los equipos clasificados en la conferencia Oeste:
1. San Antonio Spurs
2. Phoenix Suns
3. Utah Jazz
4. Seattle SuperSonics
5. Los Angeles Lakers
6. Houston Rockets
7. Portland Trail Blazers
8. Denver Nuggets

## Cuadro de Enfrentamientos
|  | Primera Ronda     | Primera Ronda | Primera Ronda |   |              | Semifinales de Conferencia | Semifinales de Conferencia | Semifinales de Conferencia |  |    | Finales de Conferencia | Finales de Conferencia | Finales de Conferencia |  |    | Finales de la NBA | Finales de la NBA | Finales de la NBA |
|  |                   |               |               |   |              |                            |                            |                            |  |    |                        |                        |                        |  |    |                   |                   |                   |
|  | E1                | Orlando*      | 3             |   |              |                            |                            |                            |  |    |                        |                        |                        |  |    |                   |                   |                   |
|  | E8                | Boston        | 1             |   |              |                            |                            |                            |  |    |                        |                        |                        |  |    |                   |                   |                   |
|  | E8                | Boston        | 1             |   | E1           | Orlando*                   | 4                          |                            |  |    |                        |                        |                        |  |    |                   |                   |                   |
|  |                   |               |               |   | E1           | Orlando*                   | 4                          |                            |  |    |                        |                        |                        |  |    |                   |                   |                   |
|  |                   | E5            | Chicago       | 2 |              |                            |                            |                            |  |    |                        |                        |                        |  |    |                   |                   |                   |
|  | E4                | E5            | Chicago       | 2 | Charlotte    | 1                          |                            |                            |  |    |                        |                        |                        |  |    |                   |                   |                   |
|  | E4                |               |               |   | Charlotte    | 1                          |                            |                            |  |    |                        |                        |                        |  |    |                   |                   |                   |
|  | E5                | Chicago       | 3             |   |              |                            |                            |                            |  |    |                        |                        |                        |  |    |                   |                   |                   |
|  | E5                | Chicago       | 3             |   |              |                            |                            |                            |  | E1 | Orlando*               | 4                      |                        |  |    |                   |                   |                   |
|  | Conferencia Este  |               |               |   |              |                            |                            |                            |  | E1 | Orlando*               | 4                      |                        |  |    |                   |                   |                   |
|  |                   | E2            | Indiana*      | 3 |              |                            |                            |                            |  |    |                        |                        |                        |  |    |                   |                   |                   |
|  | E3                | E2            | Indiana*      | 3 | New York     | 3                          |                            |                            |  |    |                        |                        |                        |  |    |                   |                   |                   |
|  | E3                |               |               |   | New York     | 3                          |                            |                            |  |    |                        |                        |                        |  |    |                   |                   |                   |
|  | E6                | Cleveland     | 1             |   |              |                            |                            |                            |  |    |                        |                        |                        |  |    |                   |                   |                   |
|  | E6                | Cleveland     | 1             |   | E3           | New York                   | 3                          |                            |  |    |                        |                        |                        |  |    |                   |                   |                   |
|  |                   |               |               |   | E3           | New York                   | 3                          |                            |  |    |                        |                        |                        |  |    |                   |                   |                   |
|  |                   | E2            | Indiana*      | 4 |              |                            |                            |                            |  |    |                        |                        |                        |  |    |                   |                   |                   |
|  | E2                | E2            | Indiana*      | 4 | Indiana*     | 3                          |                            |                            |  |    |                        |                        |                        |  |    |                   |                   |                   |
|  | E2                |               |               |   | Indiana*     | 3                          |                            |                            |  |    |                        |                        |                        |  |    |                   |                   |                   |
|  | E7                | Atlanta       | 0             |   |              |                            |                            |                            |  |    |                        |                        |                        |  |    |                   |                   |                   |
|  | E7                | Atlanta       | 0             |   |              |                            |                            |                            |  |    |                        |                        |                        |  | E1 | Orlando*          | 0                 |                   |
|  |                   |               |               |   |              |                            |                            |                            |  |    |                        |                        |                        |  | E1 | Orlando*          | 0                 |                   |
|  |                   | O6            | Houston       | 4 |              |                            |                            |                            |  |    |                        |                        |                        |  |    |                   |                   |                   |
|  | O1                | O6            | Houston       | 4 | San Antonio* | 3                          |                            |                            |  |    |                        |                        |                        |  |    |                   |                   |                   |
|  | O1                |               |               |   | San Antonio* | 3                          |                            |                            |  |    |                        |                        |                        |  |    |                   |                   |                   |
|  | O8                | Denver        | 0             |   |              |                            |                            |                            |  |    |                        |                        |                        |  |    |                   |                   |                   |
|  | O8                | Denver        | 0             |   | O1           | San Antonio*               | 4                          |                            |  |    |                        |                        |                        |  |    |                   |                   |                   |
|  |                   |               |               |   | O1           | San Antonio*               | 4                          |                            |  |    |                        |                        |                        |  |    |                   |                   |                   |
|  |                   | O5            | LA Lakers     | 2 |              |                            |                            |                            |  |    |                        |                        |                        |  |    |                   |                   |                   |
|  | O4                | O5            | LA Lakers     | 2 | Seattle      | 1                          |                            |                            |  |    |                        |                        |                        |  |    |                   |                   |                   |
|  | O4                |               |               |   | Seattle      | 1                          |                            |                            |  |    |                        |                        |                        |  |    |                   |                   |                   |
|  | O5                | LA Lakers     | 3             |   |              |                            |                            |                            |  |    |                        |                        |                        |  |    |                   |                   |                   |
|  | O5                | LA Lakers     | 3             |   |              |                            |                            |                            |  | O1 | San Antonio*           | 2                      |                        |  |    |                   |                   |                   |
|  | Conferencia Oeste |               |               |   |              |                            |                            |                            |  | O1 | San Antonio*           | 2                      |                        |  |    |                   |                   |                   |
|  |                   | O6            | Houston       | 4 |              |                            |                            |                            |  |    |                        |                        |                        |  |    |                   |                   |                   |
|  | O3                | O6            | Houston       | 4 | Utah         | 2                          |                            |                            |  |    |                        |                        |                        |  |    |                   |                   |                   |
|  | O3                |               |               |   | Utah         | 2                          |                            |                            |  |    |                        |                        |                        |  |    |                   |                   |                   |
|  | O6                | Houston       | 3             |   |              |                            |                            |                            |  |    |                        |                        |                        |  |    |                   |                   |                   |
|  | O6                | Houston       | 3             |   | O6           | Houston                    | 4                          |                            |  |    |                        |                        |                        |  |    |                   |                   |                   |
|  |                   |               |               |   | O6           | Houston                    | 4                          |                            |  |    |                        |                        |                        |  |    |                   |                   |                   |
|  |                   | O2            | Phoenix*      | 3 |              |                            |                            |                            |  |    |                        |                        |                        |  |    |                   |                   |                   |
|  | O2                | O2            | Phoenix*      | 3 | Phoenix*     | 3                          |                            |                            |  |    |                        |                        |                        |  |    |                   |                   |                   |
|  | O2                |               |               |   | Phoenix*     | 3                          |                            |                            |  |    |                        |                        |                        |  |    |                   |                   |                   |
|  | O7                | Portland      | 0             |   |              |                            |                            |                            |  |    |                        |                        |                        |  |    |                   |                   |                   |